# Виареджо
Виареджо (на италиански: Viareggio) е италиански град в провинция Лука, регион Тоскана. Освен като курорт, Виареджо е известен и с една от най-важните литературни награди в Италия („Виареджо-Репачи“, присъжда се там от 1929 г.), с корабостроителницата си (където се произвеждат предимно луксозни яхти), с карнавала си, както и като център на обработката на мрамор. Според данни от преброяването през 2008 г. там живеят 64 081 души.

## География
Виареджо е разположен на брега на Тиренско море, в северната част на Тоскана. Плажната му ивица е една от най-дългите в Италия. До 18 век местността е блатиста, разположена около езерото Масачуколи. След пресушаването ѝ тя добива важност.
Община Виареджо се състои от две фракции (подобщини) – самият град Виареджо и Торе дел Лаго Пучини, разположена южно от Виареджо.
Отделно градът е разделен на четири квартала: Център – Марко Поло, Виареджо Нуова, Дарсена – Екс Кампо д'Авиационе и Торе дел Лаго Пучини.

## История

### Виареджо
Името на града произлиза от латинското Via Regis (Кралският път), названието на път, построен през средновековието по протежение на крайбрежието, използван от Фридрих Барбароса. През 1172 г. градовете Лука и Генуа построяват крепост за защита на територията по време на конфликта на Лука с Пиза – т. нар. Турис де Виа Региа (Turris de Via Regia). Близо до нея в морето се влива каналът Бурламака, който от 1441 г. остава единствената водна връзка на Лука с морето. Така значението на местността нараства и е построено малко селище. Близкото блато и маларията, свързана с него, обаче попречват на по-нататъчното разрастването му.
През 1543 г. е построена още една крепост – Торе Матилде (Torre Matilde), която увелечава сигурността на района и води до умножаване на населението. През 1559 е построена първата църква, а през 1617 г. Виареджо става седалище на викариата, обхващащ и съседните селища. През 1701 г. Лука дава на Виареджо правото на административно самоуправление. Блатото продължава да е пречка за развитието на града и започва неговото пресушаване. Със завършването на процеса през 1741 г. случаите на малария започват да намаляват.
В следващите години историята на Виареджо е тясно свързана с тази на Лука. През 1799 г. Наполеон превръща Лука в княжество, а Виенският конгрес – в херцогство. През 1820 г. Виареджо получава правото да се нарича град. През 1847 градът влиза в територията на Велико херцогство Тоскана, което през 1861 г. става част от обединеното кралство Италия.
През 19 век Виареджо добива значение като морски курорт. През 1822 г. сестрата на Наполеон, Полин Бонапарт, си построява вила в града, където прекарва последните години от живота си. Много други хора също следват примера ѝ. Още в началото на 19 век Виареджо е счетан за перлата на Тиренско море и става известен в цяла Европа. След Втората световна война много от морските курорти в Италия, сред които и Виареджо, губят популярността си сред чужденците, но впоследствие постепенно си я възвръщат.

### Торе дел Лаго Пучини
Торе дел Лаго Пучини е разположен на юг от Виареджо между езерото Лаго Масачиуколи и Тиренско море.
До средата на 18 век местността не е населена. След пресушаването на блатото ловци, рибари и земеделци започват да култивират земята и там се образува селище. Първоначално то се казва Торе дел Лаго и е кръстено на наблюдателната кула, построена на брега на езерото през 15 век. По-късно в чест на композитора Джакомо Пучини към названието е добавено и името на известния италианец, който през 1891 г. наема стаи в местна вила, а след успеха на своята опера Тоска купува вилата. В Торе дел Лаго Пучини композира оперите си „Манон Леско“, „Бохеми“, „Тоска“ и „Мадам Бътерфлай“.
В Торе дел Лаго Пучини се провежда международният оперен фестивал Пучини.
Освен това местността е известна в цял свят като морски гей курорт и е посещавана от около 100 000 хомосексуалисти годишно.

## Забележителности
- Торе Матилде: крепост на брега на морето, защитавала местността от морски набези;
- Вила Паолине: резиденцията на Полин Бонапарт, в която са събрани археологическият музей, музеят за съвременно изкуство и музеят на музикалните инструменти;
- Вила Пучини: къщата, в която Пучини се мести през 1921 г. и живее до смъртта си;
- Вила Борбон: резиденцията на Мария Луиза Бурбон, дукеса на Лука;
- Църквата Сант'Андреа;
- Кафене Маргарита, помещаващо се в сграда в стил ар нуво, често посещавано от Джакомо Пучини;
- Паметникът на загиналите по време на Първата световна война
- Ситадела дел Карневале
- Вила Музео Пучини: Къщата-музей на Пучини в Торе дел Лаго Пучини, в която има параклис, в който е погребан композиторът.

## Ежегодни мероприятия

### Карневале ди Виареджо
Карневале ди Виареджо (Carnevale di Viareggio) е един от най-известните карнавали не само в Италия, а и в Европа. Провежда се в няколко уикенда през януари и февруари. С края на карнавала се слага началото на Великденските пости. Основното събитие по време на карнавала е парадът на богато украсени подвижни платформи и големи маски на известни хора – политици, спортисти и др.
За първи път карнавалът е проведен през 1873 г., когато богати жители на града решават да организират парад на платформи, украсени с цветя. Част от другите жители решават да си сложат маски в знак на протест срещу високите данъци, които е трябвало да плащат.
Символът на карнавала е маската на Бурламако, за първи път представен пред публика през 1931 г.
Всяка година по време на карнавала целият град се украсява със знамена, маски и многоцветни ленти. Маските са с огромни размери и са различни всяка година. Голяма част от тях пресъздават сцени от събития, които са се случили: личности и теми, които живо интересуват населението. Правят се от папиемаше – смес от пластове мокра хартия, гипс и лепило. Процесът на изработката им е бавен и изисква много търпение. Художници работят целогодишно върху новите маски, с които да впечатлят и смаят цял свят.
От 2001 г. всички маски и платформи се изработват на специално място, наречено Ситадела дел Карневале (Cittadella del Carnevale), намираща се в северната част на града.

### Международен младежки футболен турнир „Торнео ди Виареджо“
От 1949 г. във Виареджо се провежда футболният турнир за младежи до 21-годишна възраст Торнео ди Виареджо, известен още като Копа Карневале (Torneo di Viareggio, Coppa Carnevale). Турнирът се счита за неофициално световно клубно първенство за младежи. Той е едно от мероприятията, които съпътстват карнавала във Виареджо и започва в понеделник след първата неделя от карнавала и завършва в понеделник след третата неделя от карнавала. Участват 40 отбора от Италия и света. Най-много шампионски титли имат младежите на Фиорентина и Милан – по осем.
През 2005 и 2006 г. участва и младежката формация на Нафтекс.
На този турнир пред широката общественост дебютират звезди от ранга на Алесандро Дел Пиеро, Франко Барези, Габриел Батистута, Андреа Пирло, Джовани Трапатони, Джани Ривера, Франческо Тоти, Алесио Такинарди, Джанлуиджи Лентини, Роберто Муци, и др.

### Фестивал Пучини
Фестивалът Пучини е ежегоден оперен фестивал, състоящ се през юли и август, на който се представят творби на Джакомо Пучини. Провежда се в Торе дел Лаго Пучини. Посещава се от около 40 000 души годишно.
За първи път фестивалът се състои на 24 август 1930 г., когато на импровизирана сцена над езерото пред къщата на Пучини е представена операта Бохеми. Година по-късно идва ред на Мадам Бътерфлай. До 1949 по икономически и политически съображения фестивалът се състои само през 1937 г. Чак от 1966 г., когато е построена сегашната сцена, фестивалът започва да се провежда ежегодно.

### Премио Виареджо
Премио Виареджо, езвестна още като Виареджо-Репачи е една от най-престижните италиански литературни награди. Основана е през 1929 г. от Алберто Колантуони, Карло Салса и Леонида Репачи. Връчена е за първи път година по-късно, като първи нейни носители стават Анселмо Бучи и Лоренцо Виани.

## Спорт
Футболният отбор на града се казва ФК Есперия Виареджо и се подвизава в четвърта дивизия. Сред известните футболисти, играли за отбора, личат имената на Антонио Ди Натале, който играе за Удинезе; Валтер Мадзари, треньор на Сампдория, както и настоящият треньор на Рома Лучано Спалети.

## Известни личности

### Родени във Виареджо
- Иниго Кампиони (1878 – 1944), адмирал и сенатор
- Лоренцо Виани (1882 – 1936), художник, скулптор и писател
- Артуро Мафеи (1909 – 2006), лекоатлет
- Марио Тобино (1910 – 1991), писател, поет и психиатър
- Егисто Малфати (1914 – 1997), актьор, певец и режисьор
- Марио Моничели (* 1915), режисьор
- Стефания Сандрели (* 1946), актриса
- Марчело Липи (* 1948), бивш футболист и настоящ треньор по футбол
- Марко Колумбро (* 1950), актьор

### Живели/живеят във Виареджо
- Полин Бонапарт (1780 – 1825), сестра на Наполеон
- Джакомо Пучини (1852 – 1924), композитор (живял в Торе дел Лаго Пучини)
- Пиерлуиджи Колина (* 1960), футболен съдия